# Verwaltungsgemeinschaft Kalbe (Milde)

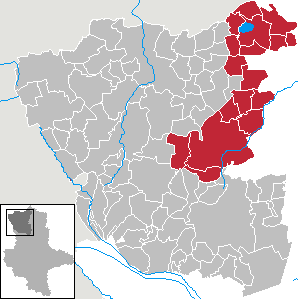
Das Gebiet der ehemaligen Verwaltungsgemeinschaft Arendsee-Kalbe

In der Verwaltungsgemeinschaft Kalbe (Milde) lag im sachsen-anhaltischen Altmarkkreis Salzwedel und umfasste die Gemeinden Altmersleben, Engersen, Güssefeld, Kahrstedt, Kakerbeck, Neuendorf am Damm, Wernstedt und Winkelstedt, sowie die Stadt Kalbe. Gemeinsamer Verwaltungssitz war bis 2005 Kalbe.
Die Eigenständigkeit endete mit dem 1. Januar 2005, seitdem sie, gemeinsam mit der Verwaltungsgemeinschaft Arendsee/Altmark und Umgebung, die neue Verwaltungsgemeinschaft Arendsee-Kalbe bildete. Bis zur nächsten Umstrukturierung, im Jahr 2009, wurde die Verwaltungsgemeinschaft von Arendsee (Altmark) aus verwaltet.